# Опиум (песен)
Опиум е трети сингъл на руската поп-група Серебро.
На 13 март 2008 г., на официалния сайт на Серебро е обявен трети сингъл „Опиум“. Премиерата на песента е по руското сутрешно радио шоу „BrigadaU“ на Европа Плюс, като до 17 март радиото има изключителните права да използва песента.
Песента е достъпна за безплатно сваляне на официалния сайт на Серебро.
На 7 май 2008 г. е премиерата на новото музикално видео за „Опиум“ по MUV-TV.

## Позиции в класациите
| Класация (2007) | Най-добра позиция |
| --------------- | ----------------- |
| Украйна         | 25                |
| Латвия          | 5                 |
| Русия (TopHit)  | 1                 |